# Тонджани, Вито
Вито Тонджани (итал. Vito Tongiani; род. 29 марта 1940, Маттерия, провинция Фиуме, ныне Словения) — итальянский художник и скульптор.
Персональные выставки с 1972 г. В 1982 и 1995 гг. был приглашён для участия в интернациональном павильоне Венецианской биеннале. Среди других значительных групповых выставок с участием Тонджани — «Новая субъективность» (фр. Nouvelle subjectivité; Париж—Брюссель, 1976), Биеннале скульптуры в Карраре (1981), «Итальянская живопись 1960—1980 гг.» (Осака, 1996).
Как скульптор-монументалист Тонджани является автором памятников Пуччини в Лукке (1994), Индро Монтанелли в Милане (2005), скульптурного комплекса теннисного стадиона Ролан Гаррос в Париже (1989—1994), а также ряда малых форм (в частности, фонтана на рыночной площади в Ниме, 1986—1987).